# جلاس (فلم)
جلاس (بالإنجليزية: Glass) هو فيلم إثارة نفسية أمريكي، من إنتاج وإخراج م. نايت شيامالان. الفيلم هو الجزء الثالث والأخيرة في ما يشار إليه باسم ثلاثية إيسترايل 177 سلسلة غير قابلة للكسر، والذي يتضمن غير قابل للكسر (2000) وسبليت (2016).
كرّر كل من بروس ويليس وصامويل إل جاكسون وسبنسر تريت كلارك وتشارلين وودارد أدوارهم التي أدّوها في فيلم غير قابل للكسر، بينما عاد جيمس مكافوي وأنيا تايلور جوي كشخصيتين منفصلتين، مع انضمام سارة بولسون وآدم ديفيد طومسون ولوك كيربي.
عُرِّض الفيلم لأول مرة في العالم في سينما ألامو درافتهاوس في 12 يناير 2019، وتم إصداره في الولايات المتحدة في 18 يناير 2019 بواسطة يونيفرسال بيكشرز. تلقى الفيلم آراء متباينة من النقاد، الذين وجدوا الفيلم «مخيبًا للآمال» بسبب الفعل الأخير والقصة، لكنهم أشادوا بأداء الممثلين. ومع ذلك، حقق الفيلم نجاحًا ماليًا، حيث حقق 247 مليون دولار في جميع أنحاء العالم مقابل ميزانية إنتاج تبلغ 20 مليون دولار.

## قصة الفيلم
يستخدم الحارس الأمني «ديفيد دان» قدراته الخارقة لتتبع «كيفن ويندل كروم» رجل متعدد الشخصيات، يمتلك شخصية شريرة تعرف باسم «الوحش».
يجتمع الاثنان وبصحبتهم «السيد جلاس» في مصحة نفسية تحت إشراف الطبيبة «إيلي ستابل»، المتخصصة في دراسة حالات الأشخاص المتوهمين بامتلاك قدرات خارقة، ومن هنا يبدأ التخطيط إلى الهروب والتخلص من قيود المصحة.

## الإصدار
تم إصدار الفيلم في 18 يناير 2019 في الولايات المتحدة وكندا بواسطة يونيفرسال بيكشرز وفي الأراضي الدولية بواسطة (Buena Vista International)، وهو قسم فرعي من والت ديزني ستوديوز موشن بيكشرز. تم عرض أول للفيلم في 12 يناير 2019، في 25 موقعًا لسينما ألامو درافتهاوس.

### وسائط منزلية
تم إصدار الفيلم بواسطة يونيفرسال بيكشرز للترفيه في الولايات المتحدة، وبوينا فيستا هوم إنترتينمنت عالميًا، في2 أبريل 2019، وعلى أقراص دي في دي وبلو راي وبلو راي (Ultra HD) في 16 أبريل 2019.

## روابط خارجية
- مقالات تستعمل روابط فنية بلا صلة مع ويكي بيانات

لا توجد روابط لمواقع التواصل الاجتماعي.